# Deuna
Deuna é uma vila e antigo município da Alemanha localizado no distrito de Eichsfeld, estado da Turíngia.  Pertencia ao verwaltungsgemeinschaft de Eichsfelder Kessel. Desde janeiro de 2019, faz parte do município de Niederorschel.

## Demografia
Evolução da população (em 31 de dezembro):
| - 1994 - 1.127 - 1995 - 1.130 - 1996 - 1.125 - 1997 - 1.122 - 1998 - 1.126 | - 1999 - 1.120 - 2000 - 1.112 - 2001 - 1.126 - 2002 - 1.126 - 2003 - 1.120 | - 2004 - 1.088 - 2005 - 1.061 - 2006 - 1.039 |

Fonte: Datenquelle - Thüringer Landesamt für Statistik